# Acer eriocarpon
Acer eriocarpon é uma espécie de árvore do gênero Acer, pertencente à família Aceraceae.